# لويز كارلوس
 لويز كارلوس (بالـبرازيلية: Luíz Carlos )لاعب كرة قدم برازيلي دولي.
حقق مع نادي براغا كأس البرتغال ، وقع مع النادي الأهلي السعودي في منتصف 2016 بتوصية من مدربه جوزيه جوميز ولمدة عام واحد وحقق كأس السوبر السعودي. وتم فسخ عقده مطلع عام 2017.

## روابط خارجية
- لويز كارلوس على موقع قاعدة بيانات كرة القدم.إي يو (الإنجليزية)
- لويز كارلوس على موقع Soccerway.com (الإنجليزية)
- لويز كارلوس على موقع عالم كرة القدم.نت (الإنجليزية)
- لويز كارلوس على موقع AS.com (الإسبانية)

لويس كارلوس-سوكرواي